# Поленин, Владимир Иванович
Владимир Иванович Поленин — специалист в области теории стрельбы и боевого применения морского подводного оружия, методологии системного анализа, современных информационных технологий. Разработал и поставил новые учебные дисциплины и издал одноименные учебные пособия «Минно-торпедная огневая и специальная подготовка ВМФ», «Применение ЭВМ для решения задач теории стрельбы и боевого применения минно-торпедного и противолодочного оружия» (1971—1973 гг.), «Методология системного анализа и новые информационные технологии» (1994 г.). Разработал и издал монографию «Расчетно-методический справочник по применению торпедного оружия» (РМС-Т), используемую в качестве расчетно-справочного пособия на кораблях и в штабах ВМФ. В 1982-94 гг. выступил инициатором и одним из ведущих разработчиков алгоритма решения задачи определения координат и параметров движения цели методом Калмановской фильтрации, внедренного в БИУС «Омнибус» подводных лодок ВМФ III поколения («Задача 40Д»). В 2006 г. руководил разработкой военно-теоретического труда «Эволюция развития и применения морского минного оружия ВМФ», завоевавшего первое место в конкурсе МО РФ на лучшую научную работу в ВС РФ (2010). Один из основных разработчиков концепции и информационного обеспечения Автоматизированного рабочего места (АРМ) флагманского минера, созданного Научно-производственным предприятием «Система» по заказу УПВ ВМФ (2002—2007 гг.). Соавтор монографии «Применение общего логико-вероятностного метода для анализа военных организационно-функциональных систем и вооруженного противоборства» с приложением программного комплекса автоматизированного структурного моделирования (2010). Выполнил литературный перевод с немецкого языка мемуаров легендарных немецких подводников периода Второй мировой войны. С 1986 г. является руководителем научной школы «Теория и военно-научное сопровождение создания, развития и применения морского подводного оружия». Автор более 580 научных работ, в том числе трех учебников по теории стрельбы и боевому применению торпедного и противолодочного ракетного оружия ВМФ, десяти учебных пособий, ряда Руководств ВМФ и Правил применения морского подводного оружия с кораблей ВМФ, отчетов по НИР и монографий. Подготовил более 20 кандидатов наук, был научным консультантом по пяти докторским диссертациям. Принял участие в подготовке более трехсот офицеров-специалистов с академическим высшим военным образованием для ВМФ и нескольких десятков офицеров зарубежных флотов. Лауреат конкурса Министерства обороны РФ на лучшую научную работу в ВС РФ (1994, 2010 — дважды, 2012). Лауреат премии Министерства образования за научное руководство лучшими студенческими работами (1998). В числе основных научных работ, в частности: «Боевое использование ракетного противолодочного и торпедного оружия», учебник (1984); «Теория стрельбы и эффективности торпедного и противолодочного ракетного оружия ВМФ», учебник (1988); «Расчетно-методический справочник по применению торпедного оружия» (РМС-Т), монография (1985); «Применение общего логико-вероятностного метода для анализа военных организационно-функциональных систем и вооруженного противоборства», монография (2010); Х. Шеффер "Последний поход «U-977», мемуары, лит. пер. с нем. (1998, 2013); Г. Прин «Мой путь в Скапа-Флоу», мемуары, пер. с нем. (2011).
Награжден орденом «За службу Родине в Вооруженных Силах СССР» 3 степени (1990), медалями.

## Образование
Окончил:
1)	Высшее военно-морское училище им. М.В. Фрунзе, противолодочный факультет, по специальности «Офицер-минер-торпедист надводного корабля» (1961).
2)	Военно-морскую академию, факультет вооружения, по специальности «Минно-торпедное, противолодочное вооружение», с отличием и золотой медалью (1969).

## Прохождение военной службы и работа
В период с 1961 по 1971 г. — служба на подводных лодках и в штабах соединений подводных лодок Северного и Балтийского флотов в звеньях командира боевой части и флагманского специалиста. Участник боевой службы в Норвежском море и двух боевых служб в Атлантическом океане. С 1971 г. — научно-педагогические должности по кафедре «Боевого применения торпедного, ракетного противолодочного, минного и противоминного оружия» Военно-морской академии, с 2011 года – по кафедре «Боевого применения и эксплуатации морского подводного вооружения» ВУНЦ ВМФ «Военно-морская академия»: преподаватель (1972-74), старший преподаватель (1974-85), заместитель начальника кафедры (1985-87), начальник кафедры (1987-93), профессор (1994 – по настоящее время). Уволен в запас в 1994 г. в воинском звании «капитан 1 ранга».

## Ученые степени и звания
Кандидат технических наук по специальности 20.02.17 «Эксплуатация и восстановление вооружения и военной техники, техническое обеспечение» (1974). Доцент по кафедре противолодочного, торпедного, минного и противоминного оружия (1976). Доктор военных наук по специальностям 20.02.12 «Военная киберне-тика, системный анализ, исследование операций и моделирование боевых действий и систем военного назначения», 20.02.17 «Эксплуатация и восста-новление вооружения и военной техники, техническое обеспечение» (1987). Профессор по кафедре специальных дисциплин (1989).

## Общая характеристика служебной и научно-педагогической деятельности
Научно-педагогический стаж 48 лет. В военной науке внес значительный вклад в развитие  теории стрельбы, боевого применения морского подводного оружия и информационной технологии ОЛВМ на основе широкого внедрения методологии системного анализа.  В педагогике характеризуется методическим мастерством, высоким теоретическим уровнем преподавания. Ведущий специалист ВМФ в области теории стрельбы и боевого применения морского подводного оружия, системного анализа, теории исследования операций и теории принятия решений. Член докторских диссертационных советов: − трех − при Военно-морской академии; − при ФГУП «НПО «Аврора». Научные специальности в диссертационных советах: − 20.02.12 «Военная кибернетика и системный анализ»; − 20.02.04 «Тактика ВМФ»; − 20.02.17 «Эксплуатация и восстановление вооружения и военной техники»; − 20.02.20 «Теория  и эффективность стрельбы»; − 05.13.01 «Системный анализ, управление и обработка информа-ции». Создатель и руководитель научно-педагогической школы «Военно-научное сопровождение создания, развития и применения морского подводного оружия», включенной в реестр ведущих научно-педагогических школ СПб. Член Экспертного совета ВМФ. Действительный член Академии военных наук (1992) и Российской академии естественных наук (2008).

## Основные результаты творческой и научно-педагогической деятельности
1)	Подготовил сотни офицеров с высшим военным академическим образованием командно-инженерного профиля. 2)	Научный руководитель по тридцати восьми защищенным кандидатским диссертациям, научный консультант по шести защищенным докторским диссертациям. 4)	Автор  свыше 800 научных работ,  в том числе 470 печатных, из них около 210 статей, 130 отчетов по НИР и оперативным заданиям, 13 монографий, 3 учебника, 11 учебных пособий, 26 патентов и авторских свидетельств, четырех книг, в том числе: двух книг − литературные переводы с немецкого языка мемуаров командиров германских субмарин периода II мировой войны; двух книг по информационным технологиям. 5)	Участник создания более 20 руководящих документов тактико-специального, тактического и оперативного масштабов. 6)	В 2001−2002 гг. выполнил независимую экспертизу по теме «Курск». Результаты были утверждены Генеральным прокурором РФ и отмечены благодарностью и  ценным подарком ГК ВМФ. 7)	В качестве члена Экспертного совета при ГК ВМФ, в 2006-2008 гг. внес основные предложения в замысел разработки по четырем комплексам перспективного вооружения ВМФ. 8)	Трижды лауреат конкурса Министерства обороны РФ на лучшую научную работу в ВС РФ (2010 г. – первое и третье места, 2014 г. – второе место), лауреат премии Министерства образования за научное руководство лучшими студенческими работами (1998 г.). 9)	Лауреат премии Министерства образования за научное руководство лучшими студенческими работами (1998). Почетные грамоты и дипломы ВАК РФ (1998) и ГУВУЗ МО (1999). 10)	Занесен в Исторический журнал Военно-морской академии (1990). Почетный профессор Военно-морской академии (2006). 11)	Награжден орденом «За службу Родине в Вооруженных Силах СССР» 3-й степени (1989), медалью РАЕН В.И. Вернадского за заслуги перед наукой (2013), медалью «За трудовую доблесть» (2014), медалью М.В. Ломоносова за заслуги в научной деятельности (2015). 12)	Заслуженный деятель науки Российской Федерации (1999). 13) Награжден медалью РАЕН П.Л. Капицы «Автору научного открытия» (2019)